# Wight Is Wight
Wight is Wight ist ein Chanson des französischen Sängers Michel Delpech aus dem Jahr 1969, das ein Rockfestival auf der englischen Insel Wight besingt, das als ein englisches Pendant zum berühmten Woodstock-Festival gilt. Im Text werden die Namen von Bob Dylan und Donovan erwähnt, die jedoch erst in den Jahren 1969 und 1970 an diesem Festival teilnahmen. Der Song nimmt auch ironisch Bezug auf den von der Gruppe Los Bravos 1966 veröffentlichten Song Black is Black. Er wurde mit einer Goldenen Schallplatte ausgezeichnet.

## Andere Veröffentlichungen
Der Song war ein großer Hit in Frankreich und erreichte mehrere Coverversionen, so im Jahr 1970 der gleichnamige Song in englischer Sprache von Sandie Shaw oder, ebenfalls 1970, als italienische Version L’isola di Wight der Gruppe Dik Dik. Im selben Jahr nahm auch der flämische Sänger John Terra diesen Titel in flämischer Sprache auf.